# Micha'el Chariš
Micha'el Chariš (hebrejsky: מיכאל חריש, rodným jménem Michael Hirsch; * 28. listopadu 1936) je izraelský politik a bývalý poslanec Knesetu za stranu Ma'arach a Izraelskou stranu práce.

## Biografie
Narodil se v Temešváru v Rumunsku a v roce 1950 přesídlil do Izraele. Sloužil v izraelské armádě jako důstojník v Brigádě Golani. Vystudoval v bakalářském programu ekonomii a politologii na Hebrejské univerzitě. Pracoval jako ekonom. Hovoří hebrejsky, anglicky, francouzsky, maďarsky a rumunsky.

## Politická dráha
Působil jako vedoucí odboru Šiluv ve Straně práce. Byl členem vedení Veřejné rady pro sovětské Židovstvo. Předsedal asociaci pro vojáky ve městě Giv'atajim. Zasedal také ve vedení Strany práce, jejímž byl generální tajemníkem.
V izraelském parlamentu zasedl poprvé po volbách v roce 1973, v nichž kandidoval za střechovou kandidátní listinu Ma'arach, do níž se tehdy sdružila i Strana práce. Zasedal ve výboru pro ekonomické záležitosti, výboru pro veřejné služby a podvýboru pro energetiku. Mandát obhájil ve volbách v roce 1977. Nastoupil coby člen do výboru pro zahraniční záležitosti a obranu, výboru House Committee a výboru pro ekonomické záležitosti. Předsedal společnému výboru pro energetiku. Opětovně byl zvolen ve volbách v roce 1981. Stal se členem výboru pro zahraniční záležitosti a obranu a předsedou společného výboru pro energetiku a společného výboru pro kanál k Mrtvému moři. Zvolení se dočkal i ve volbách v roce 1984. Zastával pak funkci člena výboru pro zahraniční záležitosti a obranu. Předsedal společnému výboru pro mzdy vojáků z povolání, podvýboru pro volbu rakouského prezidenta Kurta Waldheima a podvýboru pro podporu exportu. Byl rovněž předsedou parlamentní vyšetřovací komise k dopravní nehodovosti. Mandát si udržel i ve volbách v roce 1988, stále stejně jako v předchozích volbách za kandidátní listinu Ma'arach. Předsedal finančnímu výboru Knesetu.
Zvolen byl také ve volbách v roce 1992, nyní již za samostatně kandidující Stranu práce. V letech 1992–1996 pak zastával vládní post ministra průmyslu, obchodu a práce Izraele.
V lednu 2011 se stal prozatímním úřadujícím předsedou Strany práce poté, co ji opustil její dosavadní předseda Ehud Barak. V září téhož roku byla ve vnitrostranických volbách zvolena předsedkyní Šeli Jachimovič.